# 纪尧姆·塞尼亚克
纪尧姆·塞尼亚克（法語：Guillaume Seignac，法語發音：[ɡijom sɛɲak]；1870年9月25日—1924年10月2日）是法國的學院派畫家。

## 童年
塞尼亚克於1870年出生於雷恩，1924年在巴黎去世。1889年到1895年間就學於巴黎的朱利安學院。他受教於多名老師，包括加布里埃爾·費里耶（Gabriel Ferrier）、威廉·阿道夫·布格罗和托尼·罗贝尔-弗勒里（Tony Robert Fleury）。 

## 生涯
除了學院派風格的訓練外，許多塞尼亚克的作品都表現出了古典主題和風格，例如，他使用透明的布幔覆蓋女性的身體讓人想起古典風格，尤其是雕刻家菲迪亞斯。1897年，塞尼亚克定期在巴黎沙龍舉辦展覽並獲頒多項榮譽，包括1900年的榮譽獎和1903年的三等獎章。

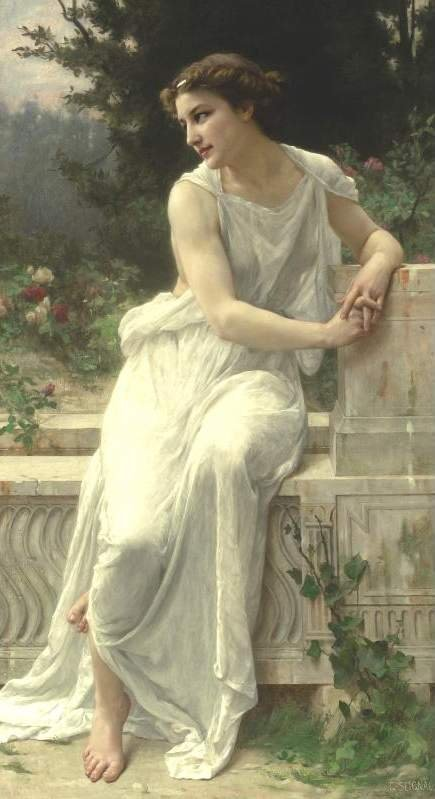
《龐貝城露台上的年輕女子》

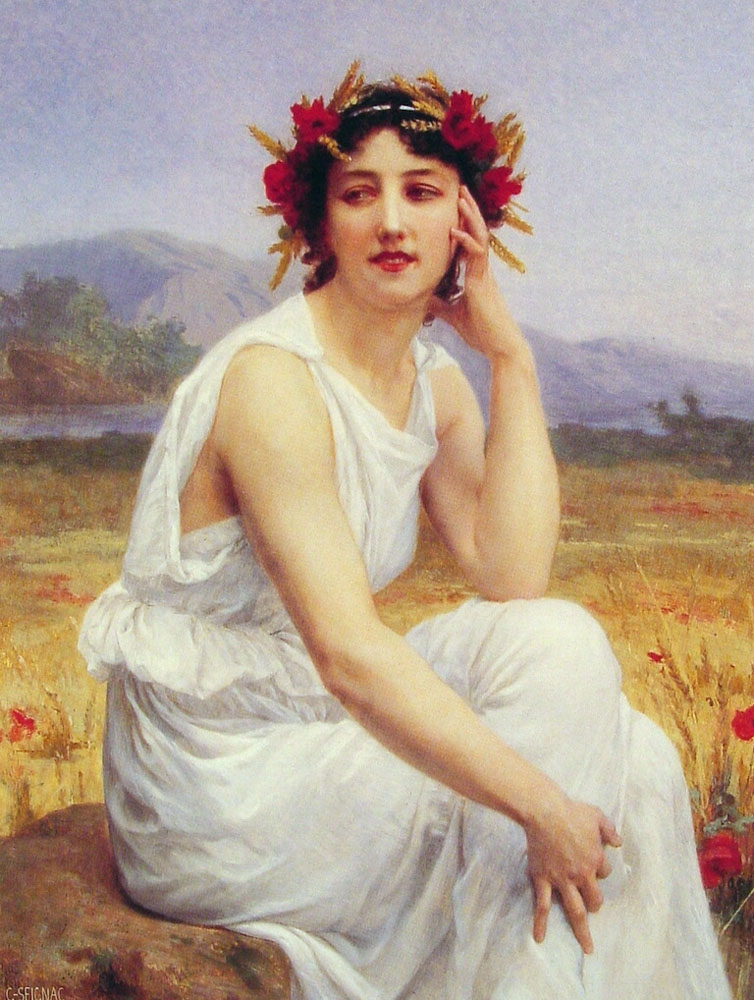
《繆斯》

## 外部連結
- 维基共享资源上的相關多媒體資源：纪尧姆·塞尼亚克
- Gallery （页面存档备份，存于） at Museum Syndicate